# Jánosné Keserű

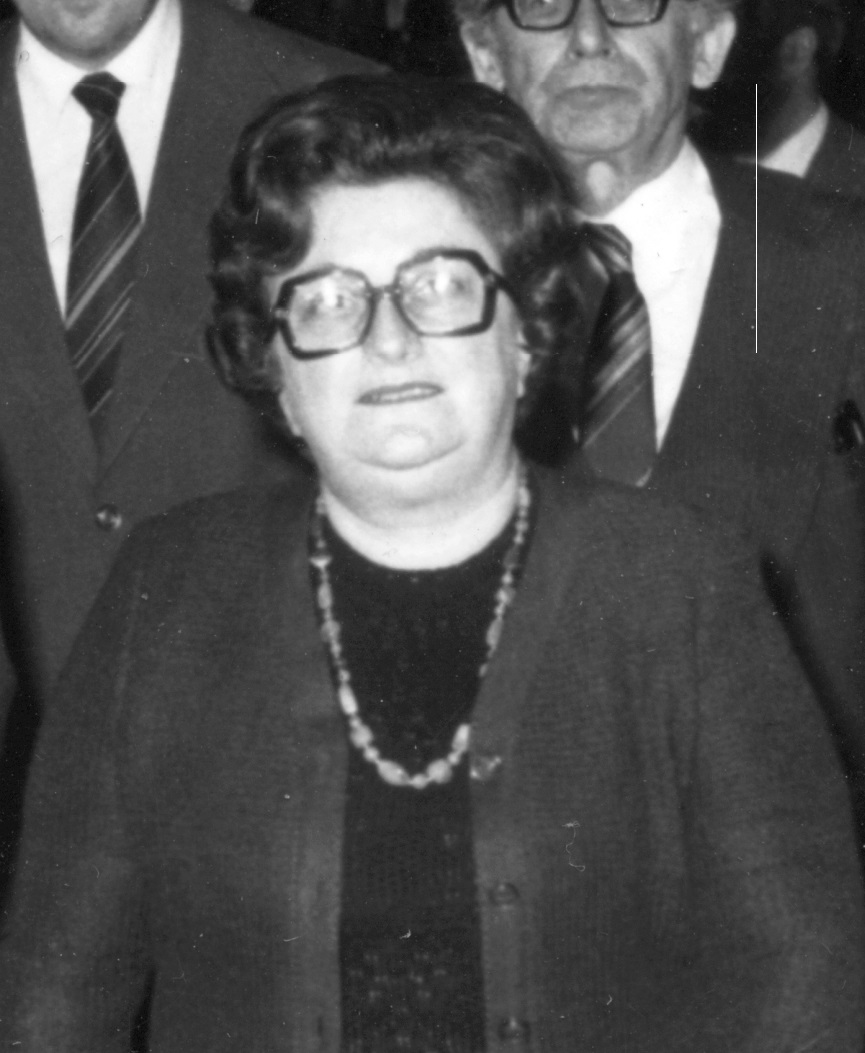
Jánosné Keserű (1979)

Jánosné Keserű (Geburtsname: Etelka Bérci; * 26. August 1925 in Gyoma, Komitat Békés; † 1. April 2018) war eine ungarische Politikerin der Ungarischen Sozialistischen Arbeiterpartei MSZMP (Magyar Szocialista Munkáspárt), die unter anderem zwischen 1967 und 1971 Ministerin für Binnenhandel und anschließend von 1971 bis 1980 Ministerin für Leichtindustrie war.

## Leben
Etelka Keserű, Tochter eines Maurermeisters, arbeitete nach dem Abschluss der Handelsschule bis 1944 als Bankangestellte. 1945 trat sie der Kommunistischen Partei KMP (Kommunisták Magyarországi Pártja) bei und arbeitete zwischen 1948 und 1949 als Mitarbeiterin in der Kader-Abteilung des Verbandes der Universitäts- und Hochschulmitarbeiter MEFESZ (Magyar Egyetemisták és Főiskolások Szövetsége). 1950 begann sie ein Studium der Wirtschaftswissenschaften an der Karl-Marx-Universität für Wirtschaftswissenschaften MKKE (Marx Károly Közgazdaságtudományi Egyetem), das sie 1952 mit einem Diplom abschloss.
Nach Abschluss des Studiums arbeitete sie für ein Jahr im Sekretariat des Ministerrates, ehe sie anschließend vierzehn Jahre lang zwischen 1953 und 1967 Mitarbeiterin der Wirtschaftsabteilung des Zentralkomitees (ZK) der aus der KMP hervorgegangenen Partei der Ungarischen Werktätigen MDP (Magyar Dolgozók Pártja) beziehungsweise der daraus nach dem Volksaufstand entstandenen Ungarischen Sozialistischen Arbeiterpartei MSZMP (Magyar Szocialista Munkáspárt) war.
Sie wurde am 12. Januar 1967 zur Vize-Ministerin für Binnenhandel ernannt.
Im Rahmen einer Regierungsumbildung wurde sie am 12. Mai 1971 als Ministerin für Leichtindustrie (Könnyűipari Miniszter) in das Kabinett von Ministerpräsident Jenő Fock berufen und bekleidete dieses Ministeramt auch in der Regierung von Focks Nachfolger György Lázár  bis zum 31. Dezember 1980.
Während dieser Zeit war sie von 1971 bis 1990 Mitglied des Ungarischen Nationalrates der Frauen MNOT (Magyar Nők Országos Tanácsa). Ferner wurde sie am 22. März 1975 auf dem XI. Parteikongress auch zum Mitglied des ZK der MSZMP gewählt und gehörte diesem bis zum XIII. Parteitag am 28. März 1985 an.
Nachdem das Ministerium für Leichtindustrie wie das Ministerium für Hütten- und Maschinenindustrie und das Ministerium für Schwerindustrie zum 31. Dezember 1980 aufgelöst und in einem einheitlichen Amt des Ministers für Industrie zusammengefasst wurden, wurde sie am 1. Januar 1981 Co-Präsidentin der Ungarischen Handelskammer MKK (Magyar Kereskedelmi Kamara) und bekleidete dieses Amt bis 1986.